# Harrhof (Hohenfels)

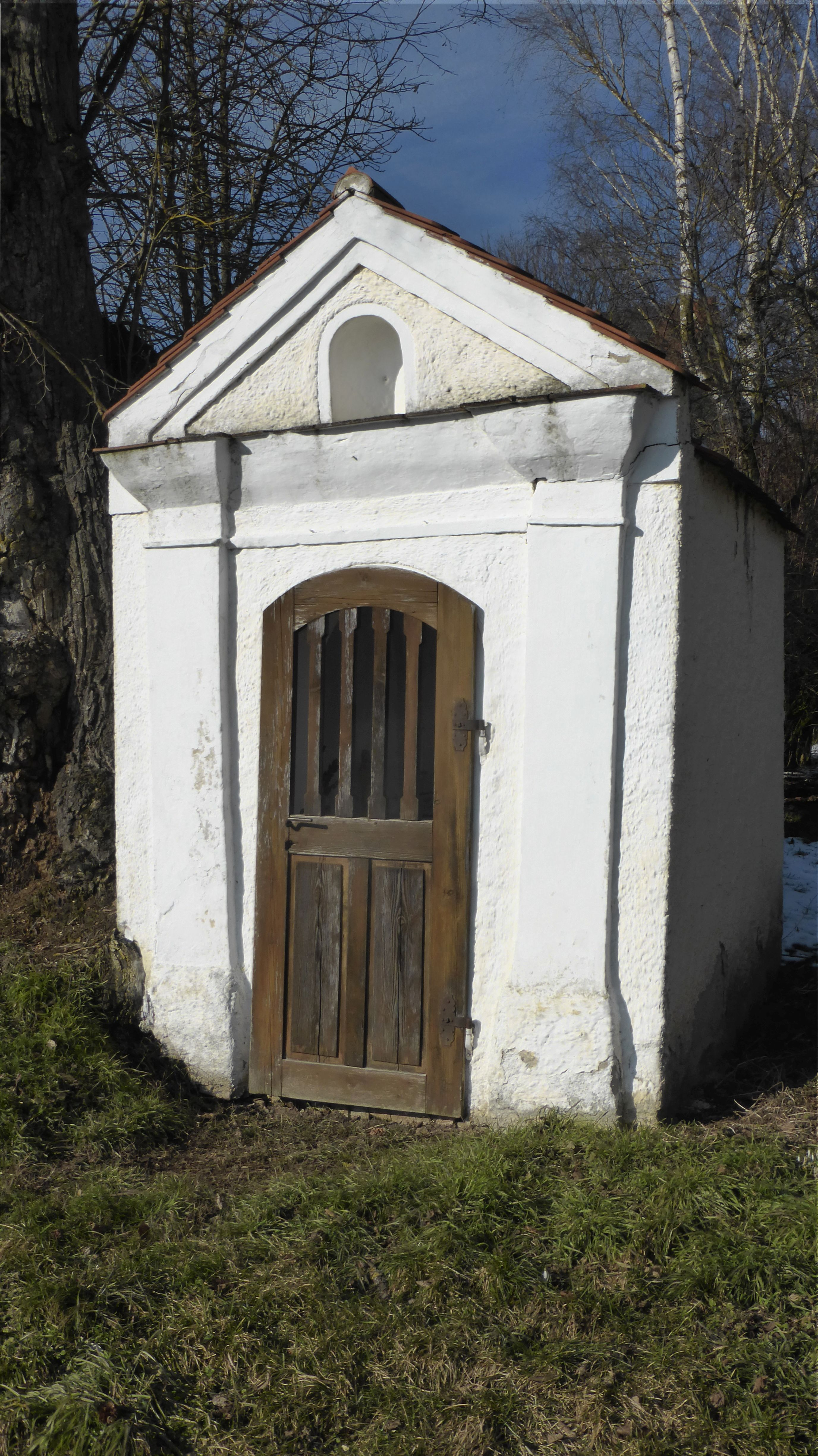
Die Hofkapelle im Jahr 2018

Harrhof ist ein Gemeindeteil des Marktes Hohenfels in Landkreis Neumarkt in der Oberpfalz in Bayern.

## Geographische Lage
Harrhof liegt im oberpfälzischen Jura der Südlichen Frankenalb etwa 200 m nordwestlich von Hohenfels auf ca. 440 m ü. NHN. Die Einöde ist über eine in ihr endende Gemeindeverbindungsstraße von Hohenfels her zu erreichen.

## Geschichte
Um 1600 ist der Hof unter der Bezeichnung „Haar“ und zum Amt Hohenfels gehörend im Kartenwerk von Christoph Vogel verzeichnet. Gegen Ende des Alten Reiches, um 1800, bestand die Einöde aus einem Dreiviertelhof unter dem oberpfälzischen Amt Hohenfels.
Im Königreich Bayern wurde um 1810 der Steuerdistrikt Großbissendorf im Landgericht Parsberg (später Landkreis Parsberg) gebildet. Zu diesem gehörten die zwei Dörfer Großbissendorf und Großmittersdorf sowie die Einöden Albertshof, Effersdorf, Harras, Nainhof und Oedenthurn.
Mit dem zweiten bayerischen Gemeindeedikt von 1818 entstanden daraus die Ruralgemeinden Großbissendorf und Großmittersdorf. Großbissendorf umfasste die zehn Orte Großbissendorf, Effersdorf, Fichten, Harras, Harrhof, Kleinbissendorf, Loch, Oedenthurn, Pillmannsricht und Stallhof. Die Gemeinde Großmittersdorf hatte nur die drei Orte Großmittersdorf, Albertshof und Nainhof. 1830 wurden beide Gemeinden vereinigt und im 20. Jahrhundert infolge der Bildung des Heeresgutsbezirks ab 1938 und durch die Bildung der Gemeinde Nainhof-Hohenfels im Jahr 1949 sowie des Truppenübungsplatzes Hohenfels im Jahr 1951 verkleinert. Die Restgemeinde Großbissendorf mit nunmehr neun Gemeindeteilen wurde zum 1. Mai 1978 nach Hohenfels eingemeindet. Seitdem ist Harrhof ein Gemeindeteil von Hohenfels.
Gebäude- und Einwohnerzahl 
- 1830: 9 Einwohner, 2 Häuser[6]
- 1838: „Harhof“, 11 „Seelen“, 1 Haus[7]
- 1861: „Haarhof“, 10 Einwohner, 5 Gebäude, Schule[8]
- 1871: 24 Einwohner, 7 Gebäude, Großviehbestand 1873: 16 Stück Rindvieh[9]
- 1900: 19 Einwohner, 2 Wohngebäude,[10]
- 1925: 7 Einwohner, 1 Wohngebäude[11]
- 1950: 13 Einwohner, 1 Wohngebäude[12]
- 1970: 9 Einwohner[13]
- 1987: 6 Einwohner, 1 Wohngebäude, 1 Wohnungen[14]

Auch heute ist der Harrhof ein einziges landwirtschaftliches Anwesen mit vier größeren Gebäuden.

## Kirchliche Verhältnisse
Harrhof gehörte bereits um 1600 zur katholischen Pfarrei Hohenfels im Bistum Regensburg. In den Pfarrort gingen die Kinder im 19./20. Jahrhundert zur katholischen Schule.

## Baudenkmäler
Das Wohnhaus des Harrhofes, ein Halbwalmdachbau aus der Mitte des 19. Jahrhunderts, und die Hofkapelle Hl. Maria vom Anfang des 18. Jahrhunderts gelten als Baudenkmäler.